# Русь (видання)
«Русь» — народовецька газета, виходила з 1867 року два рази на тиждень у Львові (вийшло 75 чч.), заснована з ініціативи графа Аґенора Ромуальда Ґолуховського і підтримувана ним для поборювання москвофільства і приєднання народовців для польської проурядової політики. «Русь» залишилася на українських національних позиціях і тому перестала виходити. Видавець Кость Горбаль, головний редактор — Федір Заревич; співредактори — Володимир Шашкевич, О. Левицький.
«Русь» — двотижневик, виходив у Львові 1885-87 з додатком «Библіотека ПроповЂдей»; видавець і редактор — отець Л. Бобрович.
«Русь» — москвофільський тижневик російською мовою, орган «Русского Исполнительного Комитета», виходив у Львові у 1921—1922 роках як продовження газети «Прикарпатская Русь» (1918—1921). Редактор — К. Вальницький. Заборонена польською адміністрацією, виходила під зміненою назвою «Жизнь» (1922—1923).
«Русь» — визначний спортивний клуб Закарпаття, заснований 1926 в Ужгороді, відіграв важливу ролю у зміцненні національної свідомості населення Закарпаття.
За весь час існування (до 1944) головою був Е. Бачинський, секретарем А. Лавришин; до 1939 заступником голови — Сергій Єфремов і Ю. Ревам. Восени 1936 клуб був прийнятий до державної чехословацької футбольної ліги. Тренерами клубу були чехи Базіка, Мазаль (тоді один з найкращих тренерів Європи) та угорець Спевер.